# كادو بيكات (فلم)
كادو بيكات ويُعرف أيضًا باسمِ رسالة من قريتي (بالفرنسية: Lettre paysanne) هو فيلم سنغالي صدر عام 1975 من إخراج صافي فاي. يُعتبر الفيلمُ أول فيلمٍ روائي طويل أخرجته امرأة من أفريقيا جنوب الصحراء ويحصلُ على تقدير دولي لمخرجته.  يُركّز الفيلم على الرومانسية ، ويؤرخ الحياة اليومية للناس في قرية ريفية بالسنغال.

## القصّة
يرغبُ نْجُور الشاب الذي يعيشُ في قرية سنغالية في الزواج من كولومبا، لكنّه لا يستطيعُ تحمّل مهر العروس فضلًا عن تكاليف حفل الزفاف بسببِ الجفاف المستمر الذي أثَّر على محصول القرية من الفول السوداني. نتيجة لذلك، يُسافر نْجُورْ إلى العاصمة السنغالية داكار في محاولةٍ منهُ لكسب المزيد من المال، لكنّه يتعرض للاستغلال البشع هناك فيُقرّر العودة إلى القريّة ويُشارك الرجال الآخرين الراغبين في الهجرة تجاربه في المدينة. تُروى القصة التي تُظهر الحياة اليومية للقرويين في شكل رسالةٍ إلى صديق من أحد القرويين.

## طاقم التمثيل
- أسان فاي في دور نجور
- ماجيت جاي في دور كولومبا

## خلفية
تقعُ قرية كادو بيكات في في جنوب السنغال. مُوِّل الفيلم من وزارة التعاون الفرنسية وتم إنتاجه بطاقم مكون من ثلاثة أشخاص. الفيلمُ مزيجٌ من الأفلام الوثائقية والخيالية، ففضي بعض أجزائه جمعت المخرجة فاي القرويين معًا وقدمت لهم موضوعًا للمحادثة ثمّ شرعت في تصويرهم حتى أنها أخذت نصيحة القرويين بشأن ما يجب تصويره. كما هو الحال مع أعمالها الأخرى، كانت فاي حريصةً على إظهار الثقافة الأفريقية من الداخل وليس كمراقبة فقط. الفيلم عبارةٌ عن نقد لممارسات الزراعة الاستعماريّة والسياسات الحكومية التي شجّعت زراعة محصول واحد للمحاصيل النقدية للتصدير مما أدى في بعض الحالات إلى مزيد من الفقر في القرى. خُصِّصَ الفيلم لجد فاي الذي ظهر في الفيلم والذي تُوفيّّ بعد 11 يومًا من انتهاء التصوير.

## التوزيع والاستقبال
شارك فيلم كادو بيكات في مهرجان برلين السينمائي الدولي عام 1976 وفاز بجائزة الاتحاد الدولي للنقاد السينمائيين، وجائزة OCIC . كما فاز بجائزة جورج سادول وجائزة تقديريّة في المهرجان الأفريقي للسينما والتلفزيون في واغادوغو. صدر الفيلمُ في فرنسا في العشرين من تشرين الأول/ أكتوبر 1976، وجديرٌ بالذكرِ هنا أنَّ الفيلم كان محظورٌ من العرض في البداية في السنغال.